# 322390 Planes de Son
322390 Planes de Son è un asteroide della fascia principale. Scoperto nel 2004, presenta un'orbita caratterizzata da un semiasse maggiore pari a 3,2341209 UA e da un'eccentricità di 0,0927147, inclinata di 5,64437° rispetto all'eclittica.
Dal 3 luglio al 31 agosto 2012, quando 325973 Cardinal ricevette la denominazione ufficiale, è stato l'asteroide denominato con il più alto numero ordinale. Prima della sua denominazione, il primato era di 306367 Nut.
L'asteroide è dedicato all'omonimo altopiano dei Pirenei orientali.